# Vanil Carré
Der Vanil Carré ist mit 2195 m ü. M. einer der hohen Berggipfel der Freiburger Voralpen in der Schweiz. Er ist der Zwillingsgipfel des nur wenig höheren, südwestlich liegenden Pra de Cray (2197 m ü. M.; Schartenhöhe ca. 115 m). Über den Vanil Carré verläuft die Grenze zwischen den Kantonen Freiburg und Waadt und die Gemeindegrenze von Château-d’Oex und Grandvillard.

## Geographie
Der Vanil Carré liegt im niedrigeren Südwestabschnitt der höchsten Bergkette der Freiburger Voralpen, die von der Pointe de Cray (2070 m) im Südwesten über den Vanil Noir nach Nordosten zur Dent de Brenleire zieht. Die felsige Kuppe liegt nördlich des Ortszentrums von Château-d’Oex. Südöstlich des Gipfels befindet sich das Hochtal La Vausseresse, welches das Quellgebiet des Ruisseau des Tenasses ist. In der Nordwestflanke des Vanil Carré liegt der Felsgrat Nez de St-Jacques (1884 m), darunter das Hochtal Gros Chadoua mit der Quelle des Torrent de Plan Riond.

## Geologie
Der Vanil Carré gehört zum kompetenten Kalkstein der Préalpes médianes plastiques. In der Region gibt es auch typische Karstphänomene, so befinden sich unterhalb des Vanil Carré im Hochtal La Vausseresse ausgeprägte Karren.

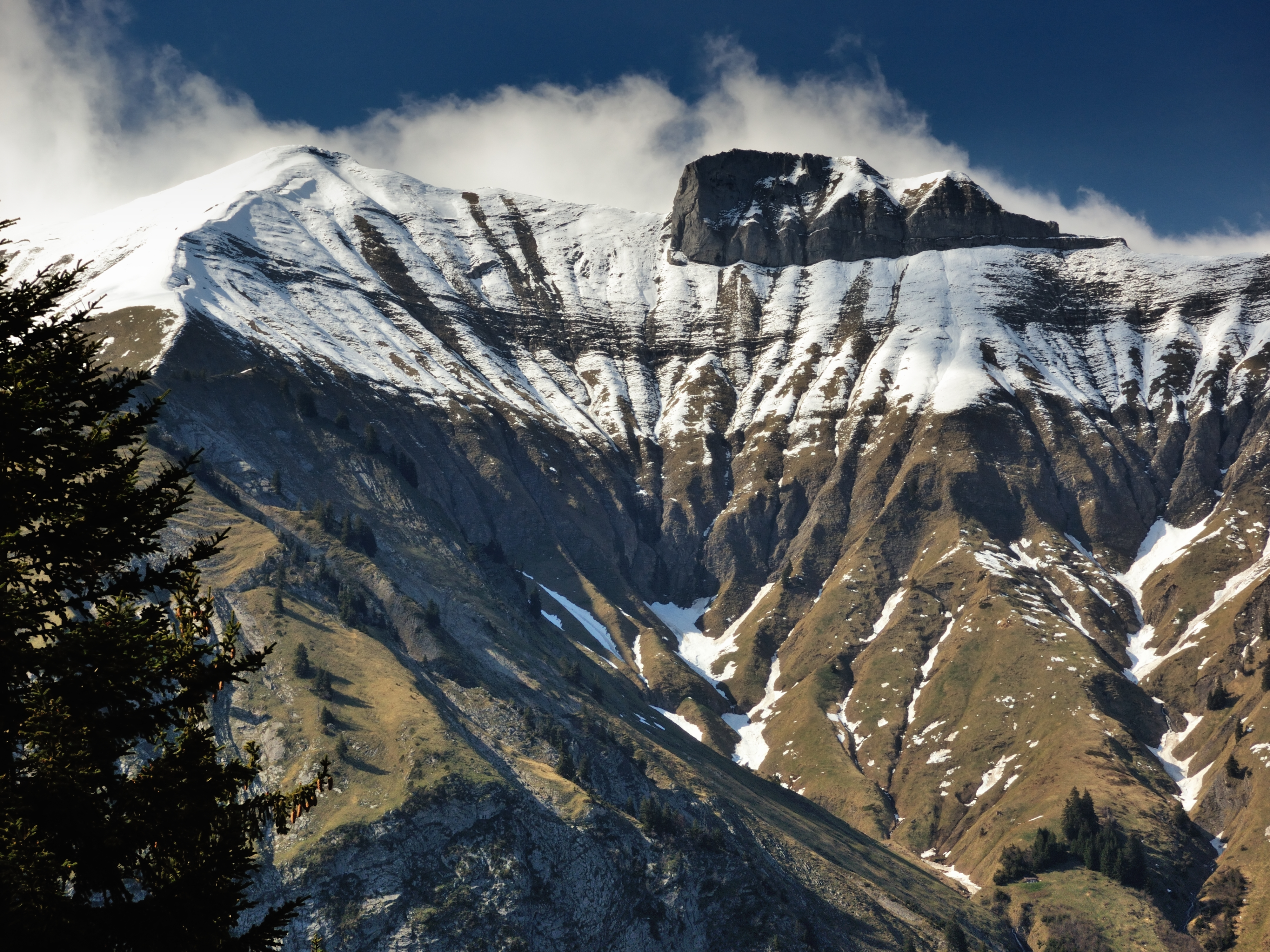
Pra de Cray (links) und Vanil Carré (rechts) von Südosten